# Segunda División B de España 1998-99
La temporada 1998–99 de la Segunda División B de España de fútbol corresponde a la 22.ª edición del campeonato y se disputó entre el 29 de agosto de 1998 y el 23 de mayo de 1999 en su fase regular. Posteriormente se disputó la promoción de ascenso entre el 29 de mayo y el 30 de junio.

## Sistema de competición
Participan ochenta clubes de toda la geografía española, encuadrados en cuatro grupos de veinte equipos según proximidad geográfica. Se enfrentan en cada grupo todos contra todos en dos ocasiones -una en campo propio y otra en campo contrario- durante un total de 38 jornadas. El orden de los encuentros se decide por sorteo antes de empezar la competición. La Real Federación Española de Fútbol es la responsable de designar a los árbitros de cada encuentro.
El ganador de un partido obtiene tres puntos, el perdedor no suma puntos, y en caso de un empate hay un punto para cada equipo. Al término del campeonato, el equipo que acumula más puntos en cada grupo se proclama campeón de Segunda División B y juega la promoción de ascenso; junto con los segundos, terceros y cuartos clasificados de cada grupo para ascender a Segunda División. Esta promoción tiene formato de liguilla con cuatro grupos en los que se emparejan equipos de distintos grupos y que hayan quedado en posiciones distintas.
Los cuatro últimos equipos clasificados de cada grupo descienden a Tercera División. Los decimosextos clasificados juegan la promoción por la permanencia que se disputa por eliminación directa a doble partido y los emparejamientos se determinan por sorteo. Los dos equipos derrotados se enfrentan en otra eliminatoria a doble partido en la que el perdedor pierde la categoría.

## Nota
Hoy en día hay clubes que su nombre han derivado a idiomas como catalán-valenciano-balear, euskera o gallego; pero para reflejar la realidad de la época, los nombres de los equipos aparecen tal y como se inscribieron para competir en esta temporada.

## Equipos de la temporada 1998/99
| Datos de ascensos y descensos |
| --- |
| Elche CF, Real Jaén CF, Levante UD y Xerez CD descienden de Segunda División A. FC Barcelona "B", Málaga CF, RCD Mallorca "B" y Recreativo de Huelva ascienden a Segunda División A. FC Andorra, CD Carabanchel, CD Endesa Andorra, CD Endesa As Pontes, UD Gáldar, Guadix CF, CD Izarra, CD Leganés "B", Lorca CF, AD Mar Menor, Novelda CF, Racing de Santander "B", CF Rayo Majadahonda, Real Unión Club, UD San Pedro, CF Sóller y Zamora CF descienden a Tercera División. Águilas CF, Algeciras CF, Benidorm CD, CD Binéfar, CD Calahorra, Cartagonova FC, AD Ceuta, UB Conquense, Jerez CF, CD Lalín, CD Lealtad, CD Móstoles, SD Noja, Palamós CF, UD San Sebastián de los Reyes, CD Tropezón y Universidad LPGC CF ascienden a Segunda División B. |

### Grupo I
En este grupo se encuentran los equipos de: Galicia (5), Asturias (6), Comunidad de Madrid (5), Canarias (3) y parte de Castilla-La Mancha (1).
| - RC Deportivo de La Coruña "B" - CD Lalín - CD Lugo - Pontevedra CF - Racing de Ferrol - Real Avilés Industrial - Caudal Deportivo - UP Langreo - CD Lealtad - Real Oviedo "B" |  | - Real Sporting de Gijón "B" - CF Fuenlabrada - Getafe CF - CD Móstoles - Real Madrid CF "B" - UD San Sebastián de los Reyes - CD Mensajero - UD Pájara-Playas de Jandía - Universidad LPGC CF - Talavera CF |

### Grupo II
En este grupo se encuentran los equipos de: Cantabria (3), País Vasco (9), Castilla y León (3), Navarra (1), La Rioja (1), Aragón (2) y parte de Castilla-La Mancha (1).
| - Gimnástica de Torrelavega - SD Noja - CD Tropezón - Amurrio Club - CD Aurrerá de Vitoria - Barakaldo CF - SD Beasáin - Club Bermeo - Athletic Club "B" - CD Elgóibar |  | - SD Gernika - SD Lemona - Burgos CF - Cultural Leonesa - Real Valladolid CF "B" - Club Atlético Osasuna "B" - CD Calahorra - CD Binéfar - Real Zaragoza "B" - UB Conquense |

### Grupo III
En este grupo se encuentran los equipos de: Cataluña (9), Comunidad Valenciana (7) y Región de Murcia (4).
| - RCD Espanyol "B" - UE Figueres - CF Gavà - Gimnàstic de Tarragona - UDA Gramenet - CD Hospitalet - Palamós CF - CE Sabadell FC - Terrassa FC - Benidorm CD |  | - CD Castellón - Elche CF - CF Gandía - Levante UD - Ontinyent CF - Valencia CF "B" - Águilas CF - Cartagonova FC - Real Murcia CF - Yeclano CF |

### Grupo IV
En este grupo se encuentran los equipos de: Andalucía (13), Extremadura (4), parte de Castilla-La Mancha (1) y las ciudades autónomas de Ceuta (1) y Melilla (1).
| - Algeciras CF - Almería CF - Real Betis "B" - Cádiz CF - Córdoba CF - Écija Balompié - Granada CF - CD Isla Cristina - Real Jaén CF - Motril CF |  | - Polideportivo Almería - Sevilla FC "B" - Xerez CD - CP Cacereño - Jerez CF - Moralo CP - UP Plasencia - CD Manchego - AD Ceuta - UD Melilla |

## Resultados y clasificaciones

### Grupo I

#### Clasificación
| Pos. | Equipo                               | Pts. | PJ | G  | E  | P  | GF | GC | Dif. | Clasificación                     |
| ---- | ------------------------------------ | ---- | -- | -- | -- | -- | -- | -- | ---- | --------------------------------- |
| 1    | Getafe C. F. (A)                     | 72   | 38 | 21 | 9  | 8  | 50 | 23 | +27  | Acceso a Promoción de ascenso     |
| 2    | Universidad LPGC C. F.               | 65   | 38 | 17 | 14 | 7  | 49 | 35 | +14  | Acceso a Promoción de ascenso     |
| 3    | Real Madrid C. F. "B"                | 64   | 38 | 18 | 10 | 10 | 68 | 39 | +29  | Acceso a Promoción de ascenso     |
| 4    | Racing de Ferrol                     | 64   | 38 | 20 | 4  | 14 | 61 | 39 | +22  | Acceso a Promoción de ascenso     |
| 5    | Talavera C. F.                       | 62   | 38 | 17 | 11 | 10 | 46 | 35 | +11  |                                   |
| 6    | C. D. Mensajero                      | 56   | 38 | 16 | 8  | 14 | 48 | 40 | +8   |                                   |
| 7    | Sporting de Gijón "B"                | 56   | 38 | 15 | 11 | 12 | 46 | 48 | −2   |                                   |
| 8    | C. F. Fuenlabrada                    | 55   | 38 | 15 | 10 | 13 | 40 | 46 | −6   |                                   |
| 9    | Real Avilés Industrial               | 51   | 38 | 14 | 9  | 15 | 48 | 40 | +8   |                                   |
| 10   | C. D. Móstoles                       | 51   | 38 | 11 | 18 | 9  | 40 | 43 | −3   |                                   |
| 11   | C. D. Lugo                           | 50   | 38 | 13 | 11 | 14 | 48 | 48 | 0    |                                   |
| 12   | Pontevedra C. F.                     | 48   | 38 | 12 | 12 | 14 | 43 | 57 | −14  |                                   |
| 13   | Real Oviedo "B"                      | 47   | 38 | 12 | 11 | 15 | 42 | 51 | −9   |                                   |
| 14   | U. D. San Sebastián de los Reyes     | 47   | 38 | 11 | 14 | 13 | 42 | 53 | −11  |                                   |
| 15   | U. D. Pájara-Playas de Jandía        | 46   | 38 | 12 | 10 | 16 | 42 | 52 | −10  |                                   |
| 16   | Caudal Deportivo                     | 43   | 38 | 9  | 16 | 13 | 33 | 46 | −13  | Acceso a Promoción de permanencia |
| 17   | R. C. Deportivo de La Coruña "B" (D) | 41   | 38 | 9  | 14 | 15 | 42 | 47 | −5   | Descenso a Tercera División       |
| 18   | U. P. Langreo (D)                    | 40   | 38 | 11 | 7  | 20 | 34 | 60 | −26  | Descenso a Tercera División       |
| 19   | C. D. Lalín (D)                      | 37   | 38 | 9  | 10 | 19 | 35 | 52 | −17  | Descenso a Tercera División       |
| 20   | C. D. Lealtad (D)                    | 36   | 38 | 9  | 9  | 20 | 32 | 55 | −23  | Descenso a Tercera División       |

 Fuente: BDFutbol
Criterios de clasificación: Puntos · Enfrentamientos directos · Diferencia de goles · Goles a favor · Play-off

#### Resultados
| Local \ Visitante                | AVI | CAU | DEP | FUE | GET | LAL | LAN | LEA | LUG | MEN | MOS | OVI | PAJ | PON | RFE | RMA | SAS | SPO | TAL | ULP |
| -------------------------------- | --- | --- | --- | --- | --- | --- | --- | --- | --- | --- | --- | --- | --- | --- | --- | --- | --- | --- | --- | --- |
| Real Avilés Industrial           | —   | 2–0 | 1–2 | 0–1 | 1–4 | 0–1 | 4–1 | 1–1 | 0–1 | 2–2 | 2–1 | 2–0 | 1–0 | 2–2 | 2–0 | 1–1 | 5–0 | 3–0 | 2–1 | 0–1 |
| Caudal Deportivo                 | 2–0 | —   | 1–1 | 1–1 | 0–4 | 1–0 | 1–2 | 1–0 | 0–0 | 0–0 | 2–1 | 0–0 | 2–0 | 2–4 | 1–0 | 2–0 | 0–2 | 2–2 | 1–1 | 2–3 |
| R. C. Deportivo de La Coruña "B" | 0–1 | 1–1 | —   | 0–1 | 1–0 | 4–0 | 3–0 | 2–1 | 2–2 | 1–1 | 1–1 | 1–1 | 2–0 | 0–0 | 1–2 | 1–1 | 1–1 | 0–1 | 1–2 | 1–1 |
| C. F. Fuenlabrada                | 2–1 | 1–0 | 0–2 | —   | 0–1 | 2–3 | 0–0 | 2–0 | 3–2 | 0–3 | 4–0 | 3–0 | 1–0 | 2–1 | 0–3 | 2–1 | 1–1 | 0–0 | 1–0 | 0–0 |
| Getafe C. F.                     | 1–0 | 1–0 | 2–0 | 1–0 | —   | 2–0 | 2–1 | 0–1 | 2–1 | 1–2 | 2–0 | 2–0 | 2–0 | 2–1 | 2–1 | 1–2 | 0–0 | 4–0 | 0–1 | 1–0 |
| C. D. Lalín                      | 0–1 | 4–2 | 3–1 | 0–1 | 0–0 | —   | 1–2 | 0–0 | 1–2 | 1–0 | 1–0 | 1–1 | 1–2 | 0–1 | 0–2 | 2–1 | 0–1 | 1–1 | 1–1 | 1–1 |
| U. P. Langreo                    | 0–4 | 2–0 | 1–0 | 0–2 | 1–1 | 0–3 | —   | 2–0 | 0–0 | 0–3 | 0–0 | 1–0 | 1–2 | 2–2 | 2–0 | 1–0 | 3–0 | 0–1 | 3–1 | 0–1 |
| C. D. Lealtad                    | 1–0 | 1–1 | 4–1 | 2–2 | 0–0 | 1–3 | 0–1 | —   | 1–0 | 2–0 | 1–1 | 0–0 | 4–0 | 0–2 | 1–0 | 1–1 | 1–3 | 0–3 | 2–0 | 0–0 |
| C. D. Lugo                       | 1–2 | 0–0 | 1–1 | 0–0 | 0–0 | 3–0 | 3–1 | 3–1 | —   | 2–0 | 1–2 | 1–0 | 1–2 | 1–2 | 1–0 | 2–1 | 4–1 | 2–1 | 3–2 | 3–1 |
| C. D. Mensajero                  | 1–0 | 1–2 | 1–0 | 2–2 | 0–0 | 2–1 | 4–2 | 2–0 | 1–0 | —   | 2–2 | 4–0 | 1–0 | 2–0 | 2–0 | 1–2 | 0–0 | 2–1 | 1–2 | 0–1 |
| C. D. Móstoles                   | 1–0 | 0–0 | 3–3 | 3–1 | 0–0 | 0–0 | 3–1 | 2–0 | 3–0 | 0–2 | —   | 2–1 | 1–0 | 0–0 | 0–0 | 0–0 | 1–1 | 1–3 | 1–4 | 2–1 |
| Real Oviedo "B"                  | 2–2 | 0–0 | 0–0 | 2–0 | 0–2 | 1–1 | 2–0 | 3–0 | 2–2 | 1–2 | 2–2 | —   | 3–0 | 4–3 | 2–0 | 2–1 | 1–2 | 0–1 | 1–0 | 2–1 |
| U. D. Pájara-Playas de Jandía    | 2–1 | 0–0 | 2–0 | 6–1 | 1–1 | 1–1 | 2–0 | 3–0 | 2–2 | 1–2 | 2–2 | 3–0 | —   | 4–3 | 2–0 | 2–1 | 1–2 | 0–1 | 1–0 | 2–1 |
| Pontevedra C. F.                 | 1–1 | 0–1 | 3–1 | 0–0 | 0–2 | 2–2 | 4–2 | 2–0 | 0–0 | 2–1 | 1–2 | 4–1 | 0–1 | —   | 0–1 | 2–2 | 3–0 | 4–2 | 0–0 | 4–1 |
| Racing de Ferrol                 | 0–0 | 2–1 | 3–0 | 2–1 | 1–2 | 2–0 | 3–0 | 4–1 | 4–2 | 3–2 | 1–2 | 4–0 | 2–0 | 2–0 | —   | 3–4 | 2–0 | 5–1 | 1–2 | 0–0 |
| Real Madrid C. F. "B"            | 3–1 | 4–1 | 0–3 | 1–2 | 2–0 | 3–0 | 0–0 | 3–1 | 4–0 | 3–0 | 0–0 | 3–1 | 4–0 | 2–0 | 1–2 | —   | 2–1 | 4–1 | 0–0 | 0–0 |
| U. D. San Sebastián de los Reyes | 1–1 | 3–0 | 3–1 | 3–1 | 0–2 | 2–0 | 1–1 | 1–2 | 3–3 | 0–0 | 1–1 | 0–1 | 0–2 | 1–1 | 0–2 | 0–3 | —   | 2–1 | 1–1 | 2–2 |
| Sporting de Gijón "B"            | 1–1 | 1–1 | 1–3 | 4–0 | 3–1 | 1–0 | 2–1 | 2–0 | 1–0 | 1–0 | 0–0 | 0–1 | 1–0 | 2–1 | 1–1 | 1–0 | 0–2 | —   | 0–0 | 1–1 |
| Talavera C. F.                   | 0–1 | 1–1 | 1–0 | 0–0 | 1–1 | 4–2 | 1–0 | 2–1 | 1–0 | 2–0 | 3–0 | 1–0 | 1–0 | 1–1 | 2–1 | 0–1 | 2–0 | 2–1 | —   | 0–1 |
| Universidad LPGC C. F.           | 2–0 | 1–1 | 0–0 | 1–0 | 2–1 | 1–0 | 4–0 | 2–0 | 2–0 | 1–0 | 1–1 | 1–3 | 2–1 | 1–0 | 2–0 | 2–2 | 2–3 | 2–2 | 3–1 | —   |

### Grupo II

#### Clasificación
| Pos. | Equipo                    | Pts. | PJ | G  | E  | P  | GF | GC | Dif. | Clasificación                     |
| ---- | ------------------------- | ---- | -- | -- | -- | -- | -- | -- | ---- | --------------------------------- |
| 1    | Cultural Leonesa          | 72   | 38 | 22 | 6  | 10 | 51 | 37 | +14  | Acceso a Promoción de ascenso     |
| 2    | Club Bermeo               | 70   | 38 | 20 | 10 | 8  | 49 | 35 | +14  | Acceso a Promoción de ascenso     |
| 3    | Barakaldo C. F.           | 69   | 38 | 19 | 12 | 7  | 50 | 27 | +23  | Acceso a Promoción de ascenso     |
| 4    | Burgos C. F.              | 66   | 38 | 18 | 12 | 8  | 44 | 24 | +20  | Acceso a Promoción de ascenso     |
| 5    | U. B. Conquense           | 60   | 38 | 16 | 12 | 10 | 46 | 39 | +7   |                                   |
| 6    | Athletic Club "B"         | 59   | 38 | 17 | 8  | 13 | 54 | 36 | +18  |                                   |
| 7    | Amurrio Club              | 56   | 38 | 14 | 14 | 10 | 47 | 38 | +9   |                                   |
| 8    | Gimnástica de Torrelavega | 53   | 38 | 14 | 11 | 13 | 39 | 44 | −5   |                                   |
| 9    | Real Valladolid C. F. "B" | 53   | 38 | 15 | 8  | 15 | 36 | 43 | −7   |                                   |
| 10   | C. A. Osasuna "B"         | 50   | 38 | 13 | 11 | 14 | 34 | 30 | +4   |                                   |
| 11   | Real Zaragoza "B"         | 49   | 38 | 12 | 13 | 13 | 43 | 47 | −4   |                                   |
| 12   | C. D. Calahorra           | 48   | 38 | 13 | 9  | 16 | 35 | 36 | −1   |                                   |
| 13   | S. D. Beasain             | 45   | 38 | 10 | 15 | 13 | 27 | 30 | −3   |                                   |
| 14   | S. D. Gernika             | 45   | 38 | 11 | 12 | 15 | 43 | 48 | −5   |                                   |
| 15   | C. D. Binéfar             | 44   | 38 | 9  | 17 | 12 | 35 | 38 | −3   |                                   |
| 16   | C. D. Aurrera de Vitoria  | 44   | 38 | 11 | 11 | 16 | 32 | 36 | −4   | Acceso a Promoción de permanencia |
| 17   | S. D. Noja (D)            | 44   | 38 | 11 | 11 | 16 | 33 | 49 | −16  | Descenso a Tercera División       |
| 18   | S. D. Lemona (D)          | 38   | 38 | 9  | 11 | 18 | 32 | 43 | −11  | Descenso a Tercera División       |
| 19   | C. D. Tropezón (D)        | 36   | 38 | 8  | 12 | 18 | 28 | 47 | −19  | Descenso a Tercera División       |
| 20   | C. D. Elgoibar (D)        | 29   | 38 | 8  | 5  | 25 | 30 | 60 | −30  | Descenso a Tercera División       |

 Fuente: BDFutbol
Criterios de clasificación: Puntos · Enfrentamientos directos · Diferencia de goles · Goles a favor · Play-off

#### Resultados
| Local \ Visitante         | AMU | ATH | AUR | BAR | BEA | BER | BIN | BUR | CAL | CON | CUL | ELG | GER | GIM | LEM | NOJ | OSA | TRO | VAL | ZAR |
| ------------------------- | --- | --- | --- | --- | --- | --- | --- | --- | --- | --- | --- | --- | --- | --- | --- | --- | --- | --- | --- | --- |
| Amurrio Club              | —   | 4–2 | 2–0 | 1–1 | 0–0 | 0–1 | 0–0 | 1–0 | 0–2 | 2–0 | 1–1 | 3–1 | 0–0 | 2–0 | 2–1 | 6–0 | 1–0 | 1–1 | 0–0 | 2–3 |
| Athletic Club "B"         | 1–2 | —   | 1–0 | 2–1 | 0–1 | 0–0 | 1–0 | 1–1 | 1–3 | 3–1 | 2–1 | 4–0 | 2–2 | 1–0 | 2–0 | 0–1 | 1–0 | 4–0 | 1–2 | 1–2 |
| C. D. Aurrera de Vitoria  | 1–1 | 1–1 | —   | 2–1 | 1–0 | 0–1 | 1–1 | 0–2 | 2–0 | 0–1 | 0–1 | 3–2 | 3–0 | 0–0 | 0–1 | 2–0 | 1–1 | 1–0 | 1–2 | 2–0 |
| Barakaldo C. F.           | 1–0 | 1–0 | 4–0 | —   | 1–0 | 1–1 | 2–0 | 1–0 | 1–0 | 3–1 | 1–0 | 4–0 | 0–0 | 1–0 | 2–0 | 3–1 | 0–1 | 3–0 | 0–0 | 1–1 |
| S. D. Beasain             | 0–0 | 1–1 | 0–0 | 1–0 | —   | 2–4 | 0–0 | 1–1 | 1–0 | 1–0 | 1–1 | 1–0 | 1–1 | 0–1 | 3–1 | 0–0 | 0–0 | 2–2 | 1–0 | 1–2 |
| Club Bermeo               | 1–3 | 2–2 | 0–2 | 0–1 | 1–0 | —   | 2–1 | 1–0 | 1–0 | 1–0 | 1–0 | 2–1 | 2–1 | 1–1 | 0–0 | 4–0 | 2–0 | 1–0 | 3–0 | 2–0 |
| C. D. Binéfar             | 2–1 | 1–2 | 1–0 | 1–1 | 0–0 | 2–2 | —   | 0–1 | 0–0 | 1–1 | 1–2 | 4–1 | 1–3 | 3–1 | 3–0 | 2–1 | 1–0 | 0–0 | 3–0 | 0–0 |
| Burgos C. F.              | 3–1 | 0–0 | 0–0 | 0–0 | 2–1 | 2–0 | 0–0 | —   | 0–0 | 1–1 | 0–0 | 2–0 | 2–1 | 4–0 | 2–1 | 0–0 | 1–0 | 2–0 | 3–0 | 0–1 |
| C. D. Calahorra           | 0–1 | 0–2 | 1–1 | 1–1 | 1–2 | 2–2 | 1–0 | 2–0 | —   | 2–0 | 2–1 | 1–1 | 2–0 | 2–1 | 2–1 | 0–1 | 0–1 | 0–0 | 0–2 | 2–1 |
| U. B. Conquense           | 3–1 | 2–1 | 1–0 | 1–0 | 1–0 | 3–0 | 3–0 | 0–2 | 1–0 | —   | 0–0 | 1–0 | 0–0 | 3–1 | 0–0 | 0–1 | 0–0 | 3–2 | 2–2 | 2–1 |
| Cultural Leonesa          | 2–1 | 1–0 | 2–1 | 4–1 | 1–0 | 2–1 | 0–0 | 1–2 | 3–1 | 0–0 | —   | 1–0 | 2–1 | 3–0 | 2–1 | 3–2 | 0–2 | 2–1 | 0–1 | 1–0 |
| C. D. Elgoibar            | 3–0 | 1–0 | 0–1 | 0–2 | 0–1 | 0–1 | 1–1 | 1–2 | 0–2 | 3–1 | 0–2 | —   | 2–1 | 2–0 | 2–1 | 1–3 | 0–4 | 1–0 | 0–1 | 2–0 |
| S. D. Gernika             | 2–0 | 0–2 | 2–1 | 2–2 | 0–0 | 0–1 | 1–1 | 0–1 | 0–1 | 2–2 | 1–0 | 2–1 | —   | 1–2 | 2–1 | 2–0 | 2–0 | 1–3 | 3–1 | 1–1 |
| Gimnástica de Torrelavega | 0–0 | 0–5 | 0–3 | 0–0 | 1–0 | 1–2 | 3–0 | 2–2 | 1–0 | 1–1 | 1–2 | 2–1 | 2–1 | —   | 2–1 | 2–1 | 1–0 | 1–1 | 2–0 | 4–0 |
| S. D. Lemona              | 1–1 | 0–2 | 3–0 | 0–1 | 1–0 | 3–1 | 0–0 | 2–1 | 1–1 | 2–4 | 3–0 | 1–0 | 0–1 | 1–1 | —   | 0–1 | 0–0 | 0–0 | 2–1 | 1–1 |
| S. D. Noja                | 0–0 | 1–1 | 0–0 | 2–1 | 1–1 | 1–1 | 3–2 | 1–3 | 0–1 | 2–0 | 1–2 | 1–1 | 1–4 | 0–2 | 0–1 | —   | 1–1 | 0–1 | 3–0 | 0–0 |
| C. A. Osasuna "B"         | 2–3 | 2–1 | 0–0 | 1–1 | 1–1 | 1–0 | 1–1 | 0–1 | 1–0 | 0–2 | 4–0 | 1–1 | 3–0 | 0–3 | 1–0 | 0–0 | —   | 3–0 | 0–1 | 0–2 |
| C. D. Tropezón            | 1–1 | 0–1 | 1–0 | 1–2 | 0–3 | 1–2 | 1–1 | 0–0 | 2–1 | 1–2 | 0–3 | 0–0 | 2–0 | 0–0 | 0–0 | 0–1 | 0–1 | —   | 2–1 | 3–2 |
| Real Valladolid C. F. "B" | 0–1 | 1–3 | 2–1 | 2–2 | 2–0 | 1–1 | 2–0 | 2–0 | 1–0 | 1–1 | 1–2 | 2–0 | 1–1 | 0–0 | 1–0 | 1–2 | 0–1 | 1–0 | —   | 1–0 |
| Real Zaragoza "B"         | 2–2 | 1–0 | 1–1 | 1–2 | 2–0 | 1–1 | 0–1 | 2–1 | 2–2 | 2–2 | 2–3 | 2–1 | 2–2 | 0–0 | 1–1 | 1–0 | 2–1 | 0–1 | 2–0 | —   |

### Grupo III

#### Clasificación
| Pos. | Equipo                    | Pts. | PJ | G  | E  | P  | GF | GC | Dif. | Clasificación                     |
| ---- | ------------------------- | ---- | -- | -- | -- | -- | -- | -- | ---- | --------------------------------- |
| 1    | Levante U. D. (A)         | 76   | 38 | 22 | 10 | 6  | 54 | 22 | +32  | Acceso a Promoción de ascenso     |
| 2    | Cartagonova F. C.         | 71   | 38 | 20 | 11 | 7  | 54 | 29 | +25  | Acceso a Promoción de ascenso     |
| 3    | Elche C. F. (A)           | 67   | 38 | 18 | 13 | 7  | 47 | 23 | +24  | Acceso a Promoción de ascenso     |
| 4    | Real Murcia C. F.         | 64   | 38 | 18 | 10 | 10 | 59 | 43 | +16  | Acceso a Promoción de ascenso     |
| 5    | Terrassa F. C.            | 60   | 38 | 15 | 15 | 8  | 54 | 39 | +15  |                                   |
| 6    | U. D. A. Gramenet         | 58   | 38 | 15 | 13 | 10 | 42 | 33 | +9   |                                   |
| 7    | C. E. Sabadell F. C.      | 55   | 38 | 16 | 7  | 15 | 42 | 46 | −4   |                                   |
| 8    | U. E. Figueres            | 53   | 38 | 14 | 11 | 13 | 43 | 38 | +5   |                                   |
| 9    | C. D. Castellón           | 52   | 38 | 13 | 13 | 12 | 42 | 38 | +4   |                                   |
| 10   | Valencia C. F. "B"        | 51   | 38 | 14 | 9  | 15 | 56 | 47 | +9   |                                   |
| 11   | C. F. Gandía              | 49   | 38 | 13 | 10 | 15 | 41 | 40 | +1   |                                   |
| 12   | C. D. Hospitalet          | 47   | 38 | 14 | 5  | 19 | 46 | 57 | −11  |                                   |
| 13   | Yeclano C. F.             | 46   | 38 | 11 | 13 | 14 | 41 | 43 | −2   |                                   |
| 14   | Ontinyent C. F.           | 45   | 38 | 11 | 12 | 15 | 32 | 44 | −12  |                                   |
| 15   | Águilas C. F.             | 45   | 38 | 12 | 9  | 17 | 37 | 58 | −21  |                                   |
| 16   | Gimnàstic de Tarragona    | 44   | 38 | 11 | 11 | 16 | 45 | 50 | −5   | Acceso a Promoción de permanencia |
| 17   | R. C. D. Espanyol "B" (D) | 43   | 38 | 12 | 7  | 19 | 41 | 55 | −14  | Descenso a Tercera División       |
| 18   | Benidorm C. D. (D)        | 43   | 38 | 9  | 16 | 13 | 27 | 36 | −9   | Descenso a Tercera División       |
| 19   | Palamós C. F. (D)         | 40   | 38 | 10 | 10 | 18 | 34 | 57 | −23  | Descenso a Tercera División       |
| 20   | C. F. Gavà (D)            | 23   | 38 | 4  | 11 | 23 | 35 | 74 | −39  | Descenso a Tercera División       |

 Fuente: BDFutbol
Criterios de clasificación: Puntos · Enfrentamientos directos · Diferencia de goles · Goles a favor · Play-off

#### Resultados
| Local \ Visitante      | AGU | BEN | CAR | CAS | ELC | ESP | FIG | GAN | GAV | GIM | GRA | HOS | LEV | MUR | ONT | PAL | SAB | TER | VAL | YEC |
| ---------------------- | --- | --- | --- | --- | --- | --- | --- | --- | --- | --- | --- | --- | --- | --- | --- | --- | --- | --- | --- | --- |
| Águilas C. F.          | —   | 0–0 | 2–1 | 1–0 | 0–1 | 4–1 | 1–0 | 0–1 | 1–1 | 3–1 | 2–1 | 1–3 | 0–2 | 1–1 | 0–1 | 1–0 | 2–1 | 1–1 | 2–1 | 2–5 |
| Benidorm C. D.         | 3–2 | —   | 0–2 | 0–2 | 1–0 | 0–2 | 0–1 | 1–0 | 2–1 | 0–0 | 0–0 | 1–2 | 0–0 | 0–0 | 0–0 | 0–2 | 3–0 | 0–1 | 2–1 | 1–0 |
| Cartagonova F. C.      | 4–0 | 1–1 | —   | 1–0 | 0–0 | 2–1 | 3–1 | 1–0 | 5–1 | 1–0 | 1–0 | 3–2 | 2–1 | 0–0 | 2–0 | 2–1 | 2–0 | 0–0 | 1–0 | 1–1 |
| C. D. Castellón        | 0–0 | 0–0 | 0–0 | —   | 1–1 | 1–2 | 1–0 | 3–1 | 1–1 | 1–2 | 1–1 | 4–1 | 0–3 | 1–2 | 2–0 | 1–1 | 1–0 | 1–1 | 2–0 | 0–1 |
| Elche C. F.            | 3–0 | 0–0 | 3–0 | 0–0 | —   | 2–0 | 3–1 | 2–1 | 3–1 | 2–0 | 0–0 | 2–0 | 2–2 | 3–0 | 1–0 | 0–0 | 2–0 | 1–2 | 1–2 | 2–0 |
| R. C. D. Espanyol "B"  | 1–0 | 2–2 | 0–4 | 2–1 | 0–1 | —   | 0–0 | 0–1 | 1–1 | 0–2 | 0–3 | 5–1 | 0–2 | 2–2 | 1–0 | 3–0 | 3–0 | 1–0 | 0–2 | 2–0 |
| U. E. Figueres         | 4–1 | 0–2 | 1–1 | 1–1 | 0–0 | 2–1 | —   | 3–1 | 2–0 | 3–1 | 0–0 | 0–1 | 0–1 | 2–1 | 1–0 | 1–1 | 1–1 | 1–0 | 1–0 | 2–0 |
| C. F. Gandía           | 0–0 | 1–1 | 1–3 | 0–2 | 0–0 | 2–0 | 3–0 | —   | 2–1 | 2–0 | 2–2 | 4–0 | 0–0 | 2–3 | 0–0 | 2–1 | 0–0 | 0–1 | 1–2 | 1–0 |
| C. F. Gavà             | 0–2 | 1–2 | 2–1 | 2–2 | 0–2 | 1–1 | 1–6 | 3–4 | —   | 0–3 | 1–1 | 2–0 | 1–3 | 1–1 | 0–1 | 0–0 | 0–1 | 0–2 | 2–2 | 2–1 |
| Gimnàstic de Tarragona | 1–1 | 0–0 | 0–2 | 1–1 | 1–0 | 0–1 | 2–1 | 0–0 | 4–4 | —   | 0–1 | 2–5 | 1–1 | 1–0 | 2–2 | 2–2 | 0–1 | 0–1 | 2–2 | 4–0 |
| U. D. A. Gramenet      | 0–0 | 2–0 | 1–1 | 1–0 | 1–0 | 0–2 | 0–0 | 1–0 | 2–0 | 3–2 | —   | 4–0 | 1–0 | 0–1 | 1–1 | 2–0 | 3–1 | 0–1 | 2–3 | 1–1 |
| C. D. Hospitalet       | 4–1 | 1–0 | 0–1 | 0–1 | 0–1 | 1–0 | 2–1 | 1–1 | 2–0 | 0–1 | 1–2 | —   | 1–0 | 2–2 | 1–0 | 0–0 | 2–0 | 3–0 | 0–0 | 1–3 |
| Levante U. D.          | 1–0 | 1–1 | 1–1 | 1–0 | 2–2 | 2–1 | 2–0 | 1–0 | 0–2 | 1–0 | 4–1 | 1–0 | —   | 2–0 | 3–0 | 2–1 | 1–0 | 1–1 | 2–0 | 2–0 |
| Real Murcia C. F.      | 1–2 | 1–1 | 0–1 | 6–1 | 3–0 | 2–0 | 3–2 | 2–0 | 2–0 | 2–0 | 3–0 | 3–1 | 2–0 | —   | 4–3 | 1–0 | 1–3 | 2–3 | 1–0 | 2–0 |
| Ontinyent C. F.        | 2–0 | 1–1 | 1–0 | 2–1 | 2–1 | 1–0 | 0–0 | 0–0 | 2–0 | 1–0 | 0–0 | 2–4 | 1–1 | 1–1 | —   | 1–3 | 2–4 | 0–0 | 0–4 | 1–0 |
| Palamós C. F.          | 0–1 | 2–0 | 2–1 | 1–2 | 0–1 | 2–2 | 1–2 | 3–1 | 1–0 | 2–0 | 0–1 | 2–1 | 0–5 | 0–0 | 1–3 | —   | 2–1 | 1–1 | 2–1 | 0–3 |
| C. E. Sabadell F. C.   | 3–0 | 2–1 | 2–0 | 1–3 | 1–1 | 1–1 | 0–1 | 0–3 | 3–1 | 1–4 | 2–1 | 2–0 | 0–2 | 2–0 | 1–0 | 2–0 | —   | 1–0 | 2–1 | 1–1 |
| Terrassa F. C.         | 4–1 | 1–1 | 2–1 | 0–1 | 0–2 | 6–2 | 1–1 | 1–2 | 2–1 | 1–3 | 1–1 | 3–3 | 0–0 | 1–1 | 2–0 | 5–0 | 0–0 | —   | 2–1 | 3–3 |
| Valencia C. F. "B"     | 3–0 | 2–0 | 1–1 | 0–2 | 2–2 | 2–1 | 1–1 | 2–1 | 4–1 | 1–1 | 0–1 | 1–0 | 0–1 | 1–2 | 2–1 | 6–0 | 1–1 | 1–3 | —   | 2–1 |
| Yeclano C. F.          | 2–2 | 2–0 | 1–1 | 1–1 | 0–0 | 2–0 | 1–0 | 0–1 | 0–0 | 1–2 | 2–1 | 1–0 | 1–0 | 4–1 | 0–0 | 0–0 | 0–1 | 1–1 | 2–2 | —   |

### Grupo IV

#### Clasificación
| Pos. | Equipo                  | Pts. | PJ | G  | E  | P  | GF | GC  | Dif. | Clasificación                     |
| ---- | ----------------------- | ---- | -- | -- | -- | -- | -- | --- | ---- | --------------------------------- |
| 1    | U. D. Melilla           | 69   | 38 | 20 | 9  | 9  | 42 | 25  | +17  | Acceso a Promoción de ascenso     |
| 2    | Sevilla F. C. "B"       | 68   | 38 | 21 | 5  | 12 | 53 | 31  | +22  | Acceso a Promoción de ascenso     |
| 3    | Córdoba C. F. (A)       | 67   | 38 | 18 | 13 | 7  | 64 | 35  | +29  | Acceso a Promoción de ascenso     |
| 4    | Polideportivo Almería   | 67   | 38 | 18 | 13 | 7  | 45 | 20  | +25  | Acceso a Promoción de ascenso     |
| 5    | Cádiz C. F.             | 64   | 38 | 18 | 10 | 10 | 47 | 34  | +13  |                                   |
| 6    | Granada C. F.           | 64   | 38 | 17 | 13 | 8  | 51 | 35  | +16  |                                   |
| 7    | A. D. Ceuta             | 61   | 38 | 16 | 13 | 9  | 54 | 36  | +18  |                                   |
| 8    | Real Jaén C. F.         | 58   | 38 | 15 | 13 | 10 | 40 | 34  | +6   |                                   |
| 9    | Real Betis "B"          | 56   | 38 | 17 | 5  | 16 | 59 | 52  | +7   |                                   |
| 10   | Motril C. F.            | 55   | 38 | 15 | 10 | 13 | 38 | 36  | +2   |                                   |
| 11   | Xerez C. D.             | 55   | 38 | 16 | 7  | 15 | 43 | 38  | +5   |                                   |
| 12   | Jerez C. F.             | 54   | 38 | 15 | 9  | 14 | 51 | 34  | +17  |                                   |
| 13   | C. D. Manchego          | 48   | 38 | 13 | 9  | 16 | 32 | 32  | 0    |                                   |
| 14   | C. P. Cacereño          | 47   | 38 | 11 | 14 | 13 | 42 | 42  | 0    |                                   |
| 15   | Écija Balompié          | 47   | 38 | 12 | 11 | 15 | 36 | 41  | −5   |                                   |
| 16   | Algeciras C. F. (D)     | 46   | 38 | 12 | 10 | 16 | 38 | 35  | +3   | Acceso a Promoción de permanencia |
| 17   | U. P. Plasencia (D)     | 40   | 38 | 10 | 10 | 18 | 33 | 51  | −18  | Descenso a Tercera División       |
| 18   | Almería C. F. (D)       | 40   | 38 | 8  | 16 | 14 | 45 | 40  | +5   | Descenso a Tercera División       |
| 19   | Moralo C. P. (D)        | 31   | 38 | 8  | 7  | 23 | 41 | 65  | −24  | Descenso a Tercera División       |
| 20   | C. D. Isla Cristina (D) | 4    | 38 | 1  | 1  | 36 | 12 | 150 | −138 | Descenso a Tercera División       |

 Fuente: BDFutbol
Criterios de clasificación: Puntos · Enfrentamientos directos · Diferencia de goles · Goles a favor · Play-off

#### Resultados
| Local \ Visitante     | ALG | ALM | BET | CAC | CAD | CEU | COR | ECI | GRA | ISL | JAE | JER | MAN | MEL | MOR | MOT | PLA | POL | SEV | XER |
| --------------------- | --- | --- | --- | --- | --- | --- | --- | --- | --- | --- | --- | --- | --- | --- | --- | --- | --- | --- | --- | --- |
| Algeciras C. F.       | —   | 0–1 | 1–2 | 1–0 | 0–1 | 0–0 | 0–0 | 1–0 | 0–0 | 5–0 | 0–0 | 2–0 | 0–2 | 1–2 | 2–1 | 2–3 | 0–0 | 0–0 | 1–0 | 0–2 |
| Almería C. F.         | 1–1 | —   | 2–3 | 4–0 | 0–1 | 1–2 | 2–2 | 0–1 | 0–0 | 5–1 | 0–0 | 0–0 | 0–1 | 1–1 | 3–0 | 0–0 | 0–2 | 0–1 | 0–3 | 0–0 |
| Real Betis "B"        | 2–0 | 1–0 | —   | 0–1 | 1–1 | 2–4 | 2–0 | 1–3 | 0–2 | 8–0 | 1–1 | 1–4 | 3–0 | 3–1 | 2–0 | 2–1 | 5–2 | 1–4 | 1–3 | 3–0 |
| C. P. Cacereño        | 2–1 | 1–1 | 2–1 | —   | 1–0 | 1–1 | 0–0 | 3–1 | 1–1 | 9–0 | 1–2 | 2–0 | 1–1 | 1–2 | 0–0 | 1–0 | 1–0 | 0–0 | 1–0 | 2–2 |
| Cádiz C. F.           | 1–1 | 1–4 | 1–1 | 3–1 | —   | 0–0 | 1–1 | 0–1 | 0–0 | 1–0 | 3–1 | 2–0 | 0–0 | 0–1 | 1–2 | 1–1 | 1–1 | 1–2 | 3–1 | 4–0 |
| A. D. Ceuta           | 1–0 | 2–2 | 2–0 | 1–1 | 0–1 | —   | 1–0 | 2–0 | 4–2 | 8–0 | 1–2 | 0–3 | 3–1 | 0–0 | 1–1 | 1–1 | 2–0 | 0–0 | 0–0 | 4–1 |
| Córdoba C. F.         | 2–1 | 2–2 | 3–0 | 1–1 | 0–1 | 4–2 | —   | 3–1 | 1–1 | 7–0 | 2–1 | 3–2 | 1–2 | 0–1 | 3–0 | 3–1 | 2–2 | 0–0 | 0–2 | 2–0 |
| Écija Balompié        | 2–1 | 0–0 | 2–1 | 0–0 | 1–2 | 1–2 | 1–1 | —   | 1–1 | 3–0 | 2–3 | 3–1 | 1–0 | 0–2 | 0–1 | 1–0 | 1–0 | 2–1 | 0–0 | 0–0 |
| Granada C. F.         | 1–2 | 3–2 | 0–0 | 0–0 | 1–2 | 1–2 | 1–2 | 2–0 | —   | 6–0 | 1–2 | 2–1 | 2–1 | 1–0 | 4–3 | 3–0 | 2–0 | 1–0 | 1–0 | 2–1 |
| C. D. Isla Cristina   | 0–7 | 0–5 | 0–2 | 0–5 | 0–2 | 1–1 | 0–4 | 0–2 | 0–2 | —   | 1–2 | 0–2 | 1–2 | 0–1 | 1–3 | 0–1 | 1–3 | 0–8 | 2–3 | 0–7 |
| Real Jaén C. F.       | 2–0 | 1–1 | 0–0 | 2–1 | 0–1 | 0–0 | 2–3 | 1–0 | 0–0 | 3–0 | —   | 1–2 | 0–0 | 1–0 | 2–1 | 0–1 | 1–1 | 0–0 | 0–2 | 2–1 |
| Jerez C. F.           | 0–1 | 1–1 | 1–0 | 2–1 | 1–1 | 2–0 | 0–0 | 1–1 | 4–0 | 6–0 | 0–0 | —   | 2–0 | 0–0 | 3–0 | 2–1 | 4–0 | 0–0 | 5–0 | 0–1 |
| C. D. Manchego        | 0–1 | 2–0 | 5–1 | 1–1 | 0–1 | 2–0 | 0–1 | 1–1 | 0–0 | 3–0 | 0–1 | 0–1 | —   | 1–0 | 1–0 | 0–1 | 0–0 | 0–0 | 2–0 | 0–2 |
| U. D. Melilla         | 2–2 | 0–0 | 0–2 | 3–0 | 1–0 | 1–0 | 1–1 | 3–1 | 3–0 | 3–2 | 2–1 | 2–0 | 1–0 | —   | 1–1 | 2–0 | 3–1 | 0–0 | 0–0 | 1–0 |
| Moralo C. P.          | 1–2 | 0–3 | 1–2 | 1–0 | 1–2 | 2–2 | 0–5 | 1–0 | 1–1 | 8–0 | 1–2 | 2–0 | 0–1 | 0–1 | —   | 0–0 | 3–1 | 0–2 | 2–4 | 0–2 |
| Motril C. F.          | 1–2 | 4–1 | 1–0 | 0–0 | 3–0 | 1–0 | 0–1 | 2–2 | 0–0 | 3–0 | 1–1 | 1–0 | 1–2 | 0–1 | 2–1 | —   | 2–0 | 1–1 | 0–4 | 1–0 |
| U. P. Plasencia       | 0–0 | 1–0 | 0–2 | 2–0 | 2–0 | 0–1 | 0–2 | 1–1 | 0–2 | 1–2 | 0–2 | 2–0 | 2–1 | 1–0 | 1–1 | 1–2 | —   | 2–0 | 2–2 | 2–1 |
| Polideportivo Almería | 1–0 | 1–0 | 1–0 | 3–0 | 1–4 | 2–0 | 1–1 | 1–0 | 1–1 | 2–0 | 3–1 | 0–0 | 1–0 | 2–0 | 3–0 | 1–0 | 0–0 | —   | 0–1 | 0–2 |
| Sevilla F. C. "B"     | 1–0 | 1–1 | 2–1 | 4–0 | 1–0 | 0–2 | 3–0 | 2–0 | 1–2 | 2–0 | 1–0 | 2–0 | 2–0 | 1–0 | 2–1 | 0–1 | 3–0 | 0–1 | —   | 0–1 |
| Xerez C. D.           | 1–0 | 0–2 | 1–2 | 1–0 | 2–3 | 0–2 | 0–1 | 0–0 | 0–2 | 5–0 | 0–0 | 2–1 | 0–0 | 1–0 | 3–1 | 0–0 | 1–0 | 2–1 | 1–0 | —   |

## Promoción de ascenso a Segunda División
- Se clasifican los siguientes equipos a la promoción de ascenso:

| Pos                                              | Grupo I             | Grupo II         | Grupo III      | Grupo IV              |
| ------------------------------------------------ | ------------------- | ---------------- | -------------- | --------------------- |
| 1º                                               | Getafe CF           | Cultural Leonesa | Levante UD     | UD Melilla            |
| 2º                                               | Universidad LPGC CF | Club Bermeo      | Cartagonova FC | Sevilla FC "B"        |
| 3º                                               | Real Madrid CF "B"  | Barakaldo CF     | Elche CF       | Córdoba CF            |
| 4º                                               | Racing de Ferrol    | Burgos CF        | Real Murcia CF | Polideportivo Almería |
| En negrita equipos que suben a Segunda División. |                     |                  |                |                       |

## Promoción de permanencia
- Se clasifican los siguientes equipos a la promoción de permanencia:

| Caudal Deportivo                                    | CD Aurrerá de Vitoria | Gimnàstic de Tarragona | Algeciras CF |
| En negrita equipo que desciende a Tercera División. |                       |                        |              |

## Resumen
Ascienden a Segunda división:
| - Elche Club de Fútbol | - Córdoba Club de Fútbol | - Getafe Club de Fútbol | - Levante Unión Deportiva |

Descienden a Tercera división: 
| Grupo I - Real Club Deportivo de La Coruña "B" - Unión Popular de Langreo - Club Deportivo Lalín - Club Deportivo Lealtad | Grupo II - Sociedad Deportiva Noja - Sociedad Deportiva Lemona - Club Deportivo Tropezón - Club Deportivo Elgóibar | Grupo III - Real Club Deportivo Espanyol "B" - Benidorm Club Deportivo - Palamós Club de Fútbol - Club de Futbol Gavà | Grupo IV - Algeciras Club de Fútbol - Unión Polideportiva Plasencia - Almería Club de Fútbol - Moralo Club Polideportivo - Club Deportivo Isla Cristina |

Campeones de Segunda División B (título honorífico y en trofeo que no garantiza el ascenso):
| - Getafe Club de Fútbol | - Cultural y Deportiva Leonesa | - Levante Unión Deportiva | - Unión Deportiva Melilla |

## Copa del Rey
Los cuatro primeros clasificados de cada grupo, exceptuando a los filiales, se clasifican para la siguiente edición de la Copa del Rey. La plaza de los filiales la ocupan los siguientes equipos mejor clasificados. 